# Time Will Tell: A Tribute to Bob Marley
Time Will Tell: A Tribute to Bob Marley è una riedizione dell'album di Bunny Wailer Tribute del 1981 (con l'aggiunta di due brani in versione mono), pubblicato dalla Shanachie Records nel 1990.

## Tracce
1. Soul Rebel – 4:43 (Bob Marley)
2. I Shot the Sheriff – 4:25 (Bob Marley)
3. Time Will Tell – 3:39 (Bob Marley)
4. Bellyfull – 4:07 (Bob Marley)
5. Redemption Song – 3:33 (Bob Marley)
6. No Woman, No Cry – 5:25 (Vincent Ford)
7. Slave Driver – 4:27 (Bob Marley)
8. War – 4:01 (Allen Cole, Carlton Barrett)
9. Crazy Baldhead – 4:06 (Rita Marley, Vincent Ford)
10. Rebel Music – 6:34 (Bob Marley)

## Musicisti
- Bunny Wailer - voce, percussioni, arrangiamenti
- Radcliffe Dougie Bryan - chitarra
- Eric Lamont - chitarra
- Dwight Pinkney - chitarra
- Sowell (Noel Bailey) - chitarra
- Owen Red Fox Stewart - chitarra
- Tony Asher - tastiere
- Wycliffe Steely Johnson - tastiere
- Keith Steling - tastiere
- Headley Bennett - strumenti a fiato
- Dean Fraser - strumenti a fiato
- Scott Roberts - strumenti a fiato
- Erroll Flabba Holt - basso
- Robbie Shakespeare - basso
- Ricky Walters - basso
- Carlton Santa Davis - batteria
- Sly Dunbar - batteria
- Lincoln Style Scott - batteria
- Uziah Sticky Thompson - percussioni
- Marcia Griffiths - accompagnamento vocale, coro
- Psalms (gruppo vocale) - accompagnamento vocale, cori